# Gourgue (ruisseau)
Pour les articles homonymes, voir Gourgue.
Ne doit pas être confondu avec Gourgue d'Asque.
La Gourgue est un ruisseau des Landes qui prend sa source dans la vallée du même nom et qui est à l'origine de la formation du lac de Cazaux-Sanguinet. Le ruisseau fait partie du site Natura 2000 FR7200714 - Zones humides de l'arrière dune du Pays de Born et de Buch.

## Étymologie
Le nom de ce ruisseau viens du latin classique « gurges » par le bas-latin « gurga » qui a donné l'occitan « gorga ». Dans la Grande-Lande, ce mot a le sens de "goulet, retenue d'eau d'un moulin".

## Hydrographie
Plusieurs sources alimentent en eau douce ce cours d'eau, notamment les trois sources dites sacrées de Saint Basile, de Sainte Rose et de Saint Barthélémy. L'eau ferrugineuse de ces sources laisse un dépôt rougeâtre sur les brins d'herbes et feuilles qui y trempent suffisamment longtemps.
D'après d’anciennes légendes, les sources posséderaient des pouvoirs de guérisons. La source de Saint Basile se situe entre le bief du moulin de la Grande Mole et le bourg. Elle aurait la faculté de guérir les plaies. La source de Sainte-Rose se trouve près de Saint Basile mais au Nord de la Gourgue, elle guérirait des maux de la peau qui laissent des marques roses. La source de Saint Barthélémy se trouve au sud du ruisseau et elle guérirait certaines maladies de peau et certaines maladies des yeux.
La Gourgue est également alimentée par le ruisseau de "la moulette" qui la rejoint au lieu-dit "lavoir de Castets"